# Couvron-et-Aumencourt
Couvron-et-Aumencourt är en kommun i departementet Aisne i regionen Hauts-de-France i norra Frankrike. Kommunen ligger  i kantonen Crécy-sur-Serre som ligger i arrondissementet Laon. År 2022 hade Couvron-et-Aumencourt 931 invånare.

## Befolkningsutveckling
Antalet invånare i kommunen Couvron-et-Aumencourt
Referens: INSEE